# East London
East London (afr. Oos-Londen, wym. [oəs londɛn]; xhosa eMonti) – miasto w Południowej Afryce, w Prowincji Przylądkowej Wschodniej, nad Oceanem Indyjskim, przy ujściu rzeki Buffalo; liczy około 267 tys. mieszkańców.
W mieście rozwinął się przemysł spożywczy, włókienniczy, chemiczny, skórzano-obuwniczy, meblarski, stoczniowy oraz samochodowy.
Urodziła się tutaj Natalie Grandin, południowoafrykańska tenisistka.

## Miasta partnerskie
- Concepción de La Vega